# Doraemon et moi 2
Série Doraemon et moi (2014)
Doraemon et moi
Pour plus de détails, voir Fiche technique et Distribution.
Doraemon et moi 2 (STAND BY ME ドラえもん 2) est un film japonais d'animation 3D réalisé par Ryūichi Yagi (ja) et Takashi Yamazaki, sorti en 2020.

## Synopsis
Nobita découvre un vieil ours en peluche que sa grand-mère lui a offert et décide de remonter le temps pour la rencontrer.

## Fiche technique
- Titre : Doraemon et moi 2
- Titre original : STAND BY ME ドラえもん 2
- Réalisation : Ryūichi Yagi (ja) et Takashi Yamazaki
- Scénario : Takashi Yamazaki d'après le manga de Fujiko F. Fujio
- Musique : Naoki Satō
- Société de production : Abe Shuji, Asahi Broadcasting Corporation, Asatsu-DK, Dentsu, Fujiko Productions, Higashinippon Broadcasting, Hiroshima Home TV, Hokkaido Television Broadcasting, Kyushu Asahi Broadcasting, Nagoya Broadcasting Network, Niigata Television Network 21, Robot Communications, Shin-Ei Animation, Shirogumi, Shizuoka Asahi Television, Shōgakukan, TV Asahi, Tōhō
- Pays de production :  Japon
- Genre : Animation, comédie dramatique et science-fiction
- Durée : 96 minutes
- Dates de sortie : 
  - Japon : 20 novembre 2020[1]
  - France : 24 décembre 2021 sur Netflix

## Doublage
- Wasabi Mizuta (VF : Émilie Guillaume) : Doraemon
- Megumi Ohara (VF : Cécile Florin) : Nobita Nobi
- Bakarhythm : Naka Meguro
- Shihoko Hagino : Dekisugi
- Shin'ichi Hatori
- Yumi Kakazu (VF : Maia Baran) : Shizuka Minamoto
- Subaru Kimura (VF : Jean-Paul Clerbois) : Takeshi « le Géant » Goda
- Kotono Mitsuishi : Tamako Nobi, la mère de Nobita
- Nobuko Miyamoto (VF : Jacqueline Ghaye) : la grand-mère de Nobita
- Ai Orikasa (VF : Fabienne Loriaux) : la mère de Shizuka
- Tomokazu Seki (VF : Pierre Le Bec) : Suneo Honekawa
- Aruno Tahara : le père de Shizuka
- Wataru Takagi : Sensei
- Satoshi Tsumabuki (VF : Brieuc Lemaire) : Nobita adulte
- Vanilla Yamazaki : Jaiko

## Distinction
Le film est nommé au Japan Academy Prize du meilleur film d'animation en 2021,.